# 16261 Iidemachi
16261 Iidemachi este un asteroid din centura principală de asteroizi.

## Descriere
16261 Iidemachi este un asteroid din centura principală de asteroizi. A fost descoperit pe 4 mai 2000 la Nanyo de Tomimaru Okuni. Asteroidul prezintă o orbită caracterizată de o semiaxă mare de 2,98 ua, o excentricitate de 0,05 și o înclinație de 10,1° în raport cu ecliptica.